# مات بودكن
مات بودكن (بالإنجليزية: Matt Bodkin)‏ هو لاعب كرة قدم بريطاني في مركز نصف الجناح، ولد في 16 سبتمبر 1983 في اتشثام ‏ في المملكة المتحدة. لعب مع ميدستون يونايتد ونادي دارتفورد ونادي دوفر أثليتيك ونادي غيلينغهام ونادي مارغيت ونوتينغهام فورست وويلينج يونايتد.

## وصلات خارجية
- مات بودكن على موقع قاعدة بيانات كرة القدم.إي يو (الإنجليزية)
- مات بودكن على موقع Soccerbase.com (لاعب) (الإنجليزية)